# Недилько, Андрей Филиппович
Андрей Филиппович Недилько — советский хозяйственный и политический деятель.

## Биография
Родился в 1930 году в станице Шкуринской. Член КПСС.
Окончил Азово-Черноморский сельскохозяйственный институт.
В 1952—1965 гг. — агроном Северской МТС Гусевского района Калининградской области, агроном, главный агроном в ряде хозяйств Краснодарского края.
В 1965—1967 гг. — начальник Новокубанского районного управления сельского хозяйства.
В 1967—1990 гг. — первый секретарь Новокубанского райкома КПСС.
Делегат XXV, XXVII съездов КПСС, XIX партконференции.
Умер в 1994 году в Новокубанской.

## Награды
- Орден Ленина
- Орден Трудового Красного Знамени (дважды)
- Орден Знак Почёта (дважды)